# Baron Simon of Wythenshawe

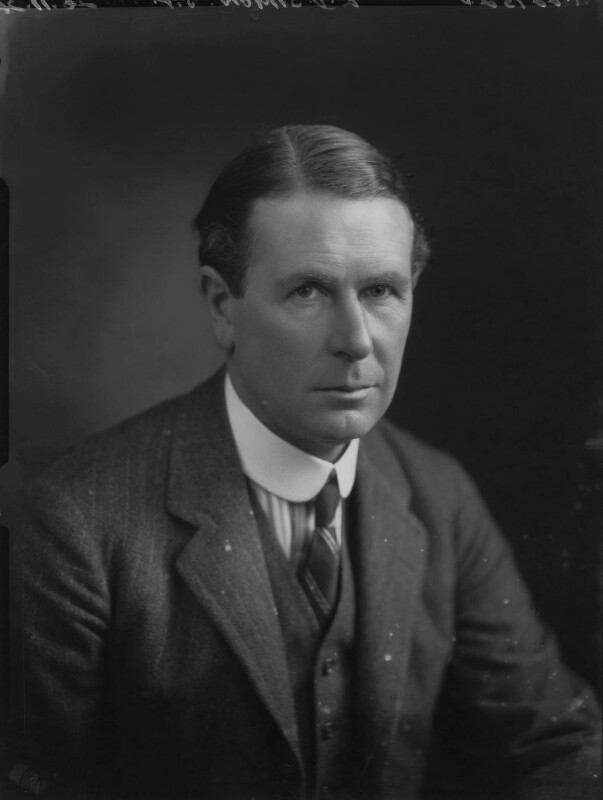
Ernest Simon, 1. Baron Simon of Wythenshawe

Baron Simon of Wythenshawe, of Didsbury in the City of Manchester, ist ein erblicher britischer Adelstitel in der Peerage of the United Kingdom.
Der Titel wurde am 17. Januar 1947 dem Politiker und Industriellen Ernest Simon verliehen.
Aktueller Titelinhaber ist seit 2002 dessen Enkel als 3. Baron.

## Liste der Barone Simon of Wythenshawe (1947)
- Ernest Simon, 1. Baron Simon of Wythenshawe (1879–1960)
- Roger Simon, 2. Baron Simon of Wythenshawe (1913–2002)
- Matthew Simon, 3. Baron Simon of Wythenshawe (* 1955)

Titelerbe (Heir Presumptive) ist der Cousin des aktuellen Titelinhabers, Michael Simon (* 1970).